# Яремов Іван Васильович

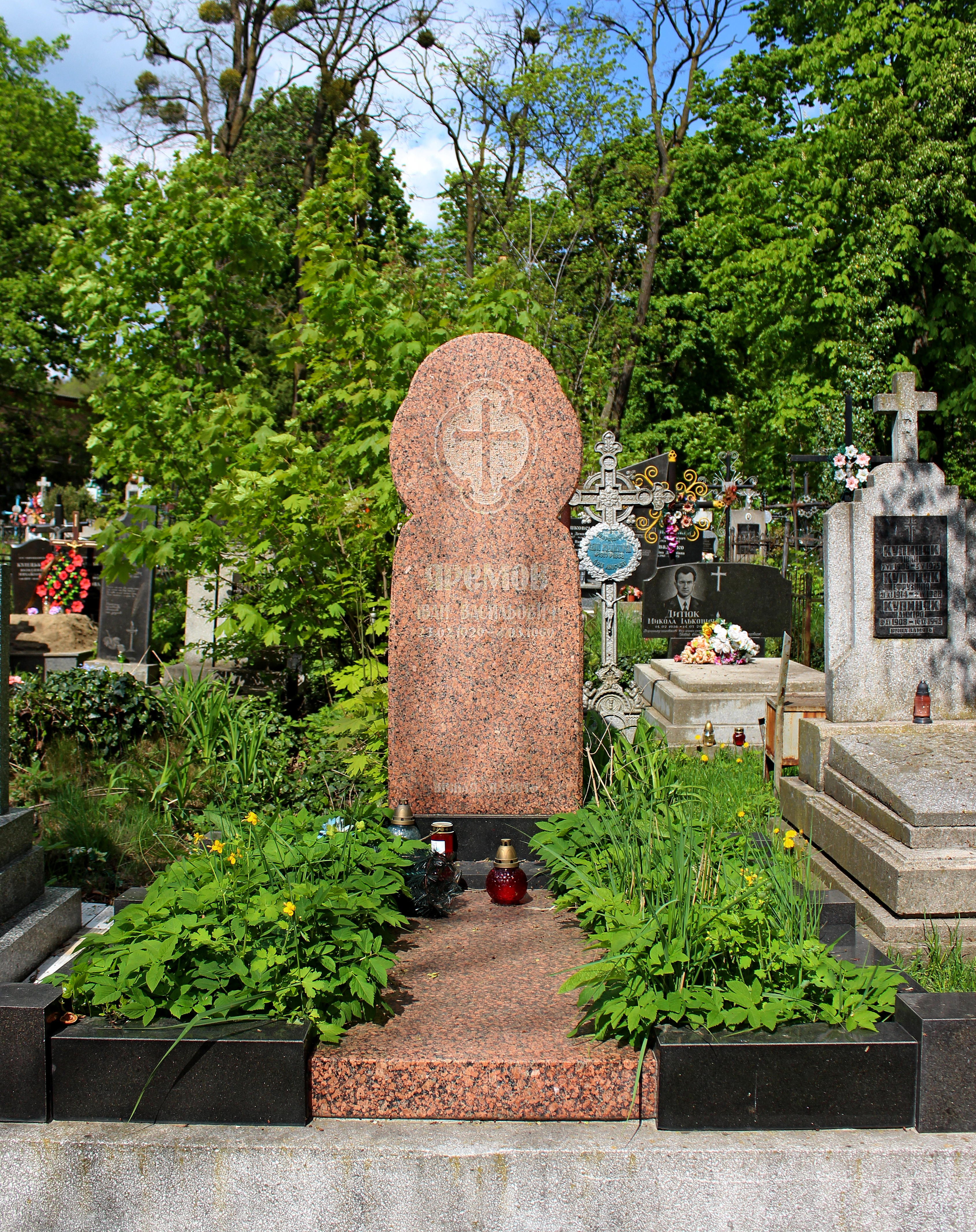

Яремов Іван Васильович (24 лютого 1929,с. НовоселицяПолонський район -4 березня 1999, Львів) — український художник.

## Біографія
Народився 24 лютого 1929 року в селі Велика Новоселиця Полонського району на Хмельниччині. На початку 30-х років сім'ю розкуркулили — батька заслали в Сибір, розстріляли, матір вислали на будівництво Біломорканалу.
В дитячі роки опанував ковальське мистецтво.
У 1948—1950 рр. працював художником в майстерні в м. Шепетівка.
У 1950 р. призваний до Радянської Армії на Чорноморський флот. За сприяння народного художника РСФСР П. П. Соколова-Скалі брав участь у відтворенні панорами «Оборона Севастополя». Перед входом до панорами встановлена таблиця з викарбуваними іменами провідних художників, скульпторів та архітекторів П. Соколова-Скаля, В. Гранді, Г. Захарова, з-поміж них І. Яремов.
Пізніше працював на Львівській телестудії, навчався в Українському поліграфічному інституті ім. І. Федорова. Займався монументальним живописом, портретом, пейзажами. Своїми наставниками митець називав П. П. Соколова-Скалю та М. П. Глущенка.
У 1957—1958 роках займав посаду художника-рекламіста театру ПрикВО, в 1958—1966 рр. художника-графіка і оформлювача інтер'єрів та екстер'єрів на Львівському V телебаченні. Йому належать мистецькі версії телепостановок «Остап Вишня», «Троє і Всесвіт», «Вірний друг України», «Африка рве кайдани». Багато малював: Карпати, пейзажі Поділля, пам'ятки національної культури.
І. Яремова запрошували до участі у виставках молодих художників: (Львів — 1962, 1963, 1964, 1967, 1969), республіканській (Київ -1966). «Моє село», «Гребля», «У селі Криворівня», «Ріка Горинь», «Софія Київська», «Фортеці у Свіржі», «Хата моєї бабусі», «Інтер'єр Подільської хати», «Гуцульський пейзаж», «Новодівицький монастир», серія «Старий Львів», «Ясени», «Кривчицька церква» — неповний перелік робіт раннього І. Яремова, зафіксованих у техніці мокрої акварелі, темпери, гуаші.
Уперше про Яремова заговорили після молодіжної виставки у Львові в 1962 році, коли мистецтвознавці і глядачі відмітили особливу колоритність і настроєність його пейзажів («Струмок у Карпатах», «Повінь»).
На першій персональній виставці у Севастополі (1967 р.) художник представив близько 70 пейзажів, де оспівав красу Карпат, Львівщини, Херсона («Осінь в Карпатах», «Гуцульське село», «Над Черемошем», «Говерла»).
З 1967 року обіймав посаду головного художника Львівського художнього фонду і працював тут до виходу на пенсію.
Нові мотиви, теми демонструвались на персональних виставках у Львові (1970,1979), на всесоюзних та республіканських показах.

## Творчість
З поїздок містами Індії, Шрі-Ланки, Таджикистану, України, Росії І. Яремов привіз пейзажі, портрети, на картинах з'явились урбаністичні мотиви. Відвідувачі виставок у Києві (1970, 1978), Ульяновську (1974), Душанбе (1973, 1975), Москві (1974, 1978), Ряшеві (Польща, 1975), Куерлінггаузені (Німеччина, 1991) — захоплені самобутнім почерком митця, неповторною тематикою. Його роботи високо оцінювали мистецтвознавці Львова, Києва, Москви.
До 130-річчя від дня народження І. Франка художник підготував художню Франкіану — майже 30 робіт, серед яких жанрові портрети І. Франка, пейзажі («Нагуєвичі», «Садиба Франків», «Панорама оновленого села»).
Працював над монументальними розписами в Алушті, Шкло, Львові і Дрогобичі. Брав участь в оформленні церков: Олесько, Бібрка, Винники, Ходорів, в селах Горпин і Стоки на Львівщині. Багато митцем оформлено книжок.
Твори художника поповнили експозиції музею Т. Шевченка в Каневі, Національного музею в Києві, Державної Третьяковської галереї в Москві, Художнього музею в Тель-Авіві (Ізраїль), кількох музеїв США та Канади. Багато картин І. Яремова мають в приватних колекціях численні шанувальники його творчості в Україні, Росії, містах країн Прибалтики, Польщі, Чехії, Угорщини та Німеччини, Австрії та Великої Британії, Франції, Канаді, США та Австралії. Не одна оселя друзів і прихильників художника прикрашена його пейзажами України, видами Львова.
Помер у 70-річному віці 4 березня 1999 року. Похований на 27 полі Янівського кладовища у Львові.